# 미셸 콴
미셸 콴(Michelle Kwan, 1980년 7월 7일 ~ )은 중국계 미국인 전직 피겨 스케이팅 선수다.

## 생애
미셸 콴은 1980년 7월 7일 미국 캘리포니아, 로스 앤젤레스 카운티에서 중국계 이민자인 대니 콴 (Danny Kwan)과 에스테야 콴 (Estella Kwan)의 셋째 자녀로 태어났으며, 지금까지도 계속 이 곳에서 살고 있다.
그녀는 1998년 림오브더월드 고등학교 (Rim-of-the-World High School)를 졸업한 뒤 UCLA에서 1년 정도 다니다가 2006년 가을에 덴버 대학교로 옮겼고, 국제관계학을 전공으로, 정치학을 부전공으로 하여 2009년 6월에 졸업하였다. 2009년부터는 터프츠 대학교, 플레처 스쿨에서 국제관계학 석사 과정을 밟고 있다.

## 경력
콴은 세계 피겨 스케이팅 선수권 대회 5회 우승의 대기록을 갖고 있지만 올림픽 금메달과는 인연을 맺지 못했다. 1998년 나가노 동계 올림픽에서 은메달을 차지했고, 2002년 솔트레이크 시티 동계 올림픽에서도 같은 미국 동료 선수인 세라 휴스가 금메달을 차지한 가운데 동메달을 차지했다.
그녀는 2006년 토리노 올림픽에도 출전할 계획이었으나 부상으로 인하여 불참하였고, 2006-2007 시즌 결장 후 2008년 현역에서 은퇴하였다. 현재는 주로 피겨 스케이팅 아이스 쇼 연기자와 TV 중계 해설가로 활동 중이다.
한편, 김연아가 그녀를 자신의 우상이라고 밝히면서 대한민국에서도 유명해졌으며, 2009년 8월 14일 김연아와 아이스 쇼 공연을 하였다. 잠시 김연아의 전담 코치를 맡았던 피터 오퍼가드는 그의 형부이다.

## 사진

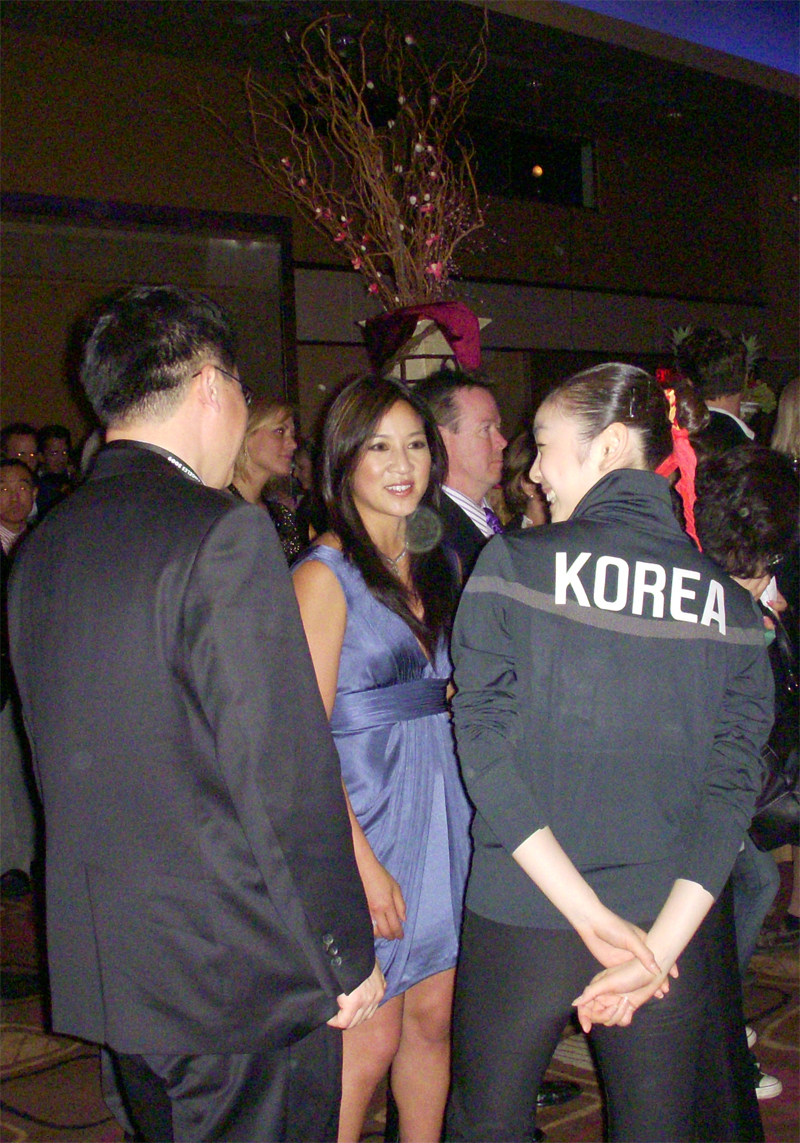
2009년, 김연아와 미셸 콴

## 같이 보기
- 구아이링
- 네이선 첸
- 크리스티 야마구치